# Slag bij Vlissingen
De Slag bij Vlissingen op 17 april 1573 was een zeeslag tijdens de Tachtigjarige Oorlog tussen een koninklijke vloot onder Sancho d'Avila en een geuzenvloot onder Lieven Keersmaker.
De geuzenvloot zeilt eerst weg, maar wanneer de "Spaanse" vloot onder de kanonnen van Vlissingen schade lijdt, keren ze terug. De geuzen slagen erin vijf Spaanse schepen te nemen, maar de overige "Spaanse" schepen slagen erin Middelburg en Arnemuiden van voorraden te voorzien.